# No Romance in China
No Romance in China (в переводе с англ. — «Нет романтики в Китае») — музыкальная группа, образованная Винсом Кларком и Энди Флетчером в 1979 году. Группа является «дедушкой» Depeche Mode, позже перешедшая в Composition of Sound.

## История
Как следует из книги Дэниела Миллера о истории Depeche Mode, Винс и Флетчер встретились в Базилдоне ещё в начальной школе, где первый родился, а второй — переехал в раннем возрасте сюда. В школе они образовали коллектив, где Винс был вокалистом и гитаристом, Эндрю — басистом, а Сью Пейдж и Питт Хоббс играли на гитаре и ударных соответственно.
По словам Винса Мартина, No Romance In China «первая моя группа, у которой было название и которая где-то выступала». Хотя, группа дала только одно концертное выступление в «Double Six», базилдонском пабе на Уитмор-вей.
За всю двулетнюю историю группа не записала ни одной пластинки. Разве что, по словам Винса Мартина, у них осталась пластинка с демо-записями, по стилю похожую на The Cure.
В 1978 году Кларк играл в группе The Plan вместе со своим школьным приятелем Робертом Марлоу, который был вокалистом, а Кларк — гитаристом и клавишником. В это же время, в 1978—1979 годах, Мартин Гор в качестве гитариста участвовал в акустическом дуэте Norman and The Worms вместе со своим школьным другом Филипом Бёрдеттом, который в настоящее время является фолк-певцом. В 1979 году Марлоу, Гор и их приятель Пол Редмонд организовали группу The French Look: Марлоу — вокал/клавишные, Гор — гитара и Редмонд — клавишные. Примерно через год, в марте 1980, Кларк, Гор и Флетчер создали новую группу Composition of Sound, в которой Кларк был вокалистом и гитаристом, Гор — клавишником, а Флетчер — басистом. The French Look и Composition of Sound однажды выступили совместно на концерте в июне 1980 года в молодёжном клубе школы Св. Николая города Саутенд-он-Си, Эссекс.
Вскоре после образования Composition of Sound Кларк и Флетчер перешли на синтезаторы.